# Pogány Erzsébet
Pogány Erzsébet (született Hombauer, Pozsony, 1959. december 19. – Somorja, 2018. május 6.) felvidéki magyar közgazdász, közéleti személyiség, a Szövetség a Közös Célokért Polgári Társulás igazgatója, a Felvidék.ma hírportál alapítója és igazgatója.

## Életpályája
Debreceni tanulmányait családegyesítés miatt abbahagyta, majd Pozsonyban a Comenius Egyetemen közgazdász diplomát szerzett 1987-ben. 2017-ben doktori címet szerzett. Családja somorjai származású, őmaga is ebben a városban élt és tevékenykedett. A rendszerváltozás után a Duray Miklós által alapított Együttélés politikai mozgalom központi irodájának vezetője volt. Több sikeres választási kampány fűződik a nevéhez, nemcsak Felvidéken, hanem Magyarországon is, például a Magyar Demokrata Fórumnál is dolgozott. Később, Csoóri Sándor és Dobos László mellett dolgozott a Magyarok Világszövetségében is. Budapesten a Századvég Politikai Iskola első évfolyamának hallgatója volt. Egy rövid ideig dolgozott a Rákóczi Szövetség mellett működő alapítványnál is.
2001-től alapembere volt a Szövetség a Közös Célokért Polgári Társulásnak. 2005-ben elindította az első felvidéki magyar hírportált Felvidék.ma néven, amelynek haláláig igazgatója volt. Ugyancsak létrehozója és irányítója volt a Szlovákiai Magyar Közgazdász Társaságnak. Meghatározó szerepe volt a királyfiakarcsai Magyarok Nagyasszonya szobor felállításában és a felvidéki kisebbségi jogsegélyszolgálat működésében. Több kiadvány, könyv megszületésében is bábáskodott. Somorján a Magyar Közösség Pártja színeiben önkormányzati képviselőként is dolgozott.

## Kitüntetései
- Teleki Pál-érdemérem (2010)
- Esterházy-emlékérem (2014)
- A Magyar Érdemrend tisztikeresztje (2015)
- Ex Libris Díj (2016)